# Schinznach-Dorf

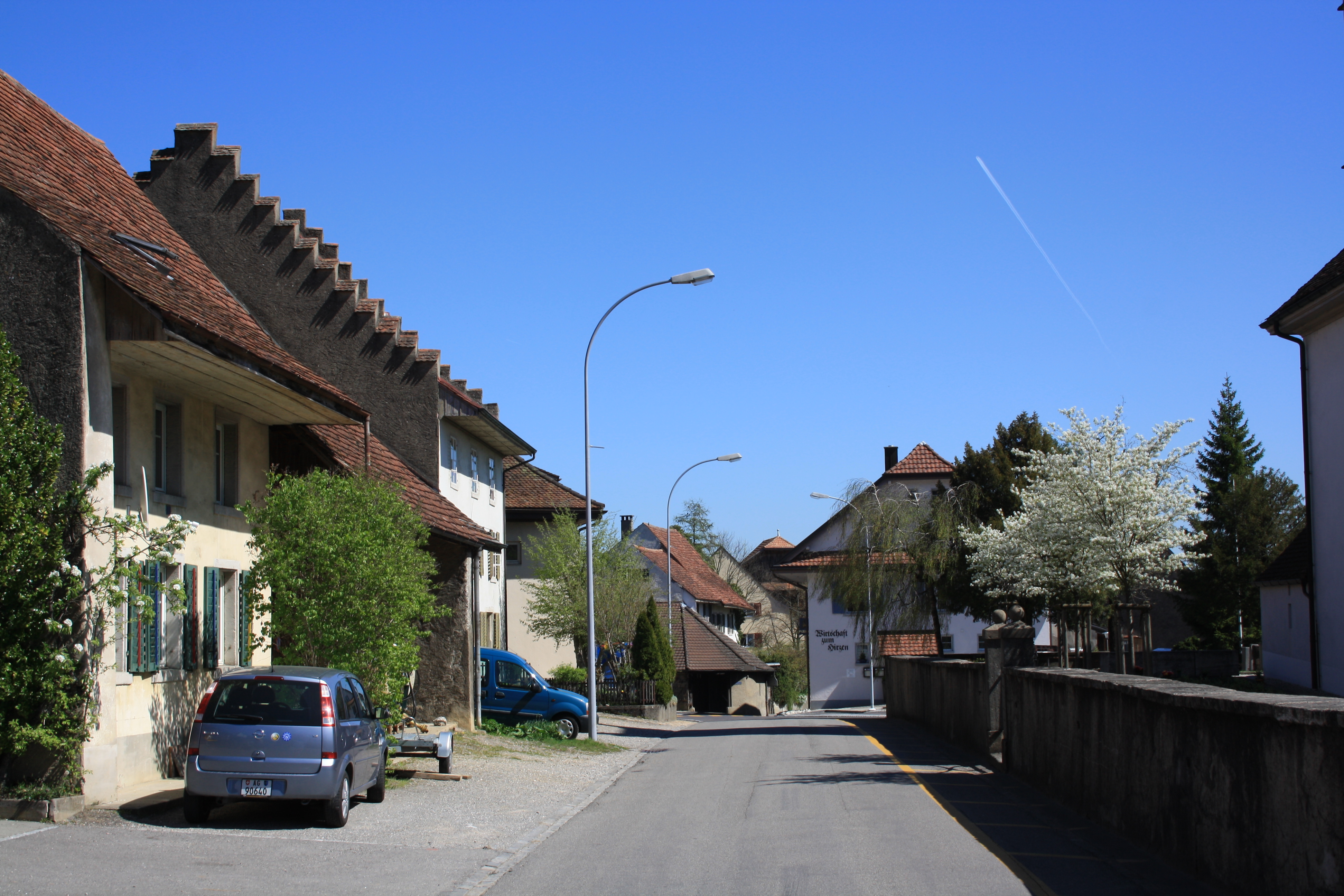
Schinznach-Dorf

Schinznach-Dorf is een voormalige gemeente en plaats in het Zwitserse kanton Aargau en maakt deel uit van het district Brugg. In 2014 is de gemeente gefuseerd met de andere gemeente Oberflachs en hebben de nieuwe gemeente Schinznach gevormd.
Schinznach-Dorf telt 1.769 inwoners.
- Gemeinsame Normdatei: 4415579-7
- Historisch woordenboek van Zwitserland: 001707
- Virtual International Authority File: 247367076
- WorldCat: E39PBJxGMWY9XtTrkjPf4GkRrq